# Лак для волос (фильм, 1988)
«Лак для волос» (англ. Hairspray) — музыкальный фильм Джона Уотерса.

## Сюжет
1962 год, Балтимор. Местная телевизионная станция решает провести городской танцевальный конкурс и выбрать его победителей. Все самые красивые, модные и самоуверенные подростки устремляются в студию. Их начинают каждый день показывать по телевизору. Они танцуют все вместе и одновременно в телестудии, а жюри постепенно отсеивает тех из них, кто не очень талантлив. Веселая, скромная и добрая толстушка Трейси (Рики Лейк) с большим энтузиазмом следит за конкурсом по телевизору. Ей бы очень хотелось участвовать, но одного взгляда в зеркало ей достаточно, чтобы понять, что это — недостижимая мечта: у неё очень полная фигура, старомодная прическа, простенькая одежда. Таких, наверняка, даже в студию не пускают! Да и мать Трейси — Эдна (Дивайн) — постоянно напоминает дочери об этом. Тем не менее, Трейси решает принять участие в конкурсе.
Сначала, Трейси действительно не хотят пускать в студию, но увидев, с каким задором она танцует, ей дают шанс. И тут происходит нечто невообразимое: Трейси становится самой популярной участницей конкурса. Весь город буквально без ума от неё. Её узнают на улицах города, ей признаются в любви модные парни, незнакомые люди просят её дать свой автограф. Теперь ей полагается выбрать партнёра для парных танцев. Она выбирает самого симпатичного парня. К её удивлению, оказывается, что босс (также Дивайн) студии — расист, боясь потерять рекламодателей, не хочет, чтобы в его танцевальном шоу участвовали афроамериканцы. Дабы исправить эту несправедливость Трейси устраивает бунт, в лучших традициях фильмов Джона Уотерса.

## Актёрский состав
- Рики Лейк — Трейси Тёрнблад
- Дивайн — Эдна Тёрнблад
- Дебби Харри — Велма фон Тассл
- Сонни Боно — Франклин фон Тассл
- Джерри Стиллер — Уилбер Тёрнблад
- Лесли Энн Пауэрс — Пенелопа «Пенни» Пинглтон
- Коллин Фицпатрик — Эмбер фон Тассл
- Майкл Сент-Джерард — Линкольн «Линк» Ларкин
- Клейтон Принс — Сиуид Дж. Стаббс
- Сиркл Милборн — Инес Стаббс
- Рут Браун — Мотормаус Мейбелл Стаббс
- Шон Томпсон — Корни Коллинз
- Минк Стоул — Тэмми
- Джо Энн Хаврилла — Пруденс Пинглтон
- Даг Робертс — Патрик «Падди» Пинглтон
- Алан Дж. Вендл — мистер Пинки
- Туссен Макколл — в роли самого себя
- Джон Уотерс — доктор Фредриксон
- Джош Чарльз — Игги
- Джейсон Даунс — Бобби
- Холтер Грэм — Ай. Кью.
- Дэн Гриффит — Брэд
- Реджина Хэммонд — Пэм
- Бриджит Кимси — Консуэлла
- Фрэнки Молдон — Дэш
- Брук Стейси Миллс — Лу Энн
- Джон Орофино — Фендер
- Ким Уэбб — Кармелита
- Дебра Вирт — Шелли
- Рик Окасек — камео
- Пиа Задора — камео

## Принятие

### Отзывы критиков
Фильм получил положительные отзывы критиков. На интернет-агрегаторе Rotten Tomatoes он имеет рейтинг 98 % на основе 42 рецензий. Metacritic дал фильму 77 баллов из 100 возможных на основе 14 рецензий, что соответствует статусу «преимущественно положительные отзывы».

### Награды и номинации
| Премия                  | Год  | Категория                              | Номинант(-ы)    | Результат |
| ----------------------- | ---- | -------------------------------------- | --------------- | --------- |
| Кинофестиваль «Сандэнс» | 1988 | Гран-при за лучший драматический фильм | «Лак для волос» | Номинация |
| «Независимый дух»       | 1989 | Лучший фильм                           | «Лак для волос» | Номинация |
| «Независимый дух»       | 1989 | Лучший режиссёр                        | Джон Уотерс     | Номинация |
| «Независимый дух»       | 1989 | Лучшая женская роль                    | Рики Лейк       | Номинация |
| «Независимый дух»       | 1989 | Лучшая женская роль второго плана      | Дебби Харри     | Номинация |
| «Независимый дух»       | 1989 | Лучшая мужская роль второго плана      | Дивайн          | Номинация |
| «Независимый дух»       | 1989 | Лучший сценарий                        | Джон Уотерс     | Номинация |